# 조지 가르시아
호헤이 가르시아(영어: Jorge Garcia, 영어 발음: /ˈhɔːrheɪ/, 1973년 4월 28일 ~ )는 미국의 배우, 희극인이다. 1997년 영화 《Raven's Ridge》로 데뷔했으며 ABC 드라마 《로스트》(2004-10)의 휴고 "헐리" 레예스 역으로 잘 알려져있다.

## 출연 작품

### 영화
- 더 웨딩 링거 (2015)
- 리디큘러스 6 (2015)
- 넌 실수였어 (2020) - 비행기의 사람 역

### 텔레비전
- 로스트 (2004-10)
- 알카트라즈 (2012)